# 澄社
澄社（英語：Taipei Society），是台灣自由主義學者論政社團，成立於1989年4月17日。成立之初，希望在中國國民黨與民主進步黨競爭的態勢間發出「第三種聲音」，故於組織章程中訂立「出任黨政職務者視為自動退社」的標準。

## 成立背景
澄社成立之前，1960年代末期，許多標諸自由主義學者留學返回台灣，參與《思與言》、《大學雜誌》等刊物編務、撰文。1970年代後，又相繼於《聯合報》、《中國時報》、《自立早報》撰文評論時政，於1980年代達於高峰，面對台灣解嚴的政治局勢，希冀藉由輿論推動政治改革，因而逐漸聚集。於是由胡佛、楊國樞、文崇一、李鴻禧、韋政通、何懷碩和張忠棟等七人為創社發起人，邀集李永熾、林正弘、徐正光、張清溪、張存武、張曉春、張春興、陳師孟、黃光國、黃武雄、黃榮村、葉啟政、蔡墩銘、蕭新煌、瞿海源共十六位學者參與，正式創社，推選楊國樞為第一任社長。
澄社成立後，楊國樞於1989年6月22日《中國時報》發表創社聲明〈我們為什麼要組織澄社〉，聲明中對當時國民黨主政下的政治、社會局勢提出批判，要求廢止《動員戡亂時期臨時條款》、實踐《中華民國憲法》、回歸憲政；而對特權壟斷、資源獨占、族群衝突問題也有所訴求。創社成員討論聲明內容時，已經隱約浮現臺灣統獨議題。

## 發展過程
國民黨主政期間，澄社與民進黨等在野勢力合作，批判國民黨，共同推展不少政治改革，發起相關議題，許多成員與民進黨來往密切。隨著台灣政治局勢變遷，部分成員投入參政，出任黨政職務退出。而族群、統獨議題對立升高，於澄社中亦有爭論，許多成員因而離去。如建國黨中部份成員即原屬澄社社員。
2000年，陳水扁當選中華民國總統，台灣首度政黨輪替。澄社曾對陳水扁政府的人事提出聲明，反對陳唐山出任行政院國家科學委員會主任委員及賴國洲出任台視董事長。
2000年7月31日，台灣發生八掌溪事件，輿論喧騰；2000年8月，澄社發表萬言書，由瞿海源、陳東升、許松根、黃昭元、張世雄、石世豪、王業立共同執筆，徵詢社員意見後正式發表，對執政滿三個月的陳水扁政府提出批判；此萬言書對「新政府的歷史定位」、「憲政體制與運作」、「政府效能」，與掃除黑金、財經、社會福利、環境、媒體政策、災後重建等重大政策多所訴求。2002年6月，澄社社員集體面見陳水扁，遞交「國是諍言」。2004年7月11日，澄社發表〈請問總統，政府改革了什麼？ 檢驗民進黨執政四年的改革成效〉萬言書，全文刊登於澄社網站與《中時電子報》。
2011年11月14日，澄社偕《今周刊》與公民監督國會聯盟公布「E世代對不分區立委選制的看法」，調查20到39歲、大專程度以上的網際網路使用者對不分區立委選制的看法，超過8成受訪者不知立委選舉採單一選區兩票制。

### 歷任社長
- 楊國樞（1989 - 1991）
- 瞿海源（1991 - 1993）
- 黃榮村（1993 - 1995）
- 夏鑄九（1995 - 1996）
- 林子儀（1996 - 1997）
- 張清溪（1997 - 1999）
- 瞿海源（1999 - 2001）
- 顧忠華（2001 - 2003）
- 洪裕宏（2003 - 2005）
- 黃秀端（2005 - 2007）
- 詹長權（2007 - 2009）
- 黃秀端（2009 - 2010）
- 黃國昌（2010 - 2012）
- 周志宏（2012 - 2013）
- 劉靜怡（2013 - 2015）
- 邱文聰（2015 - 2017）
- 林佳和（2018 - 2020）

## 外部連結
- 澄社 （页面存档备份，存于）